# Panama-Hut

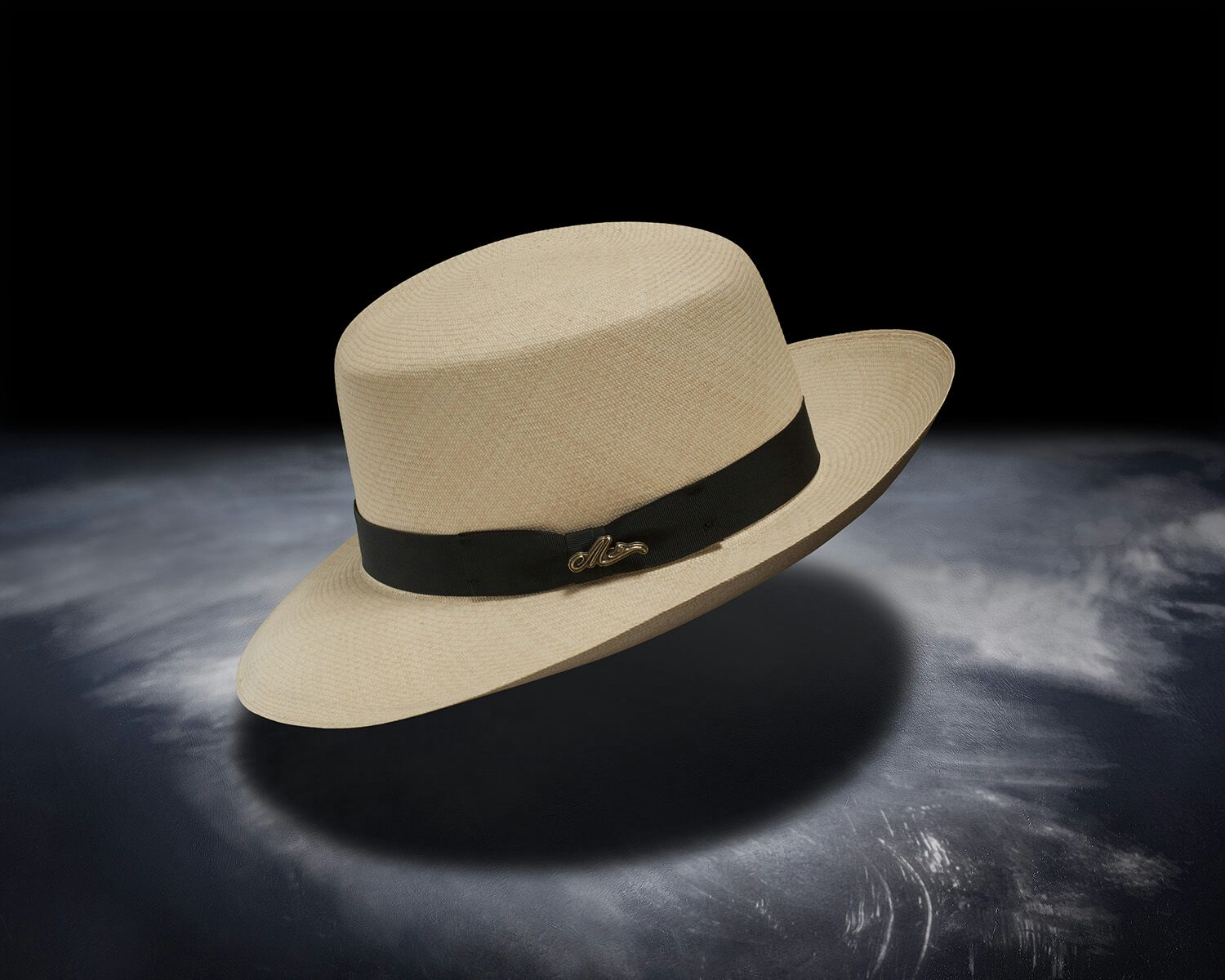
Panama-Hut Montecristi

Der Panama-Hut (in spanischsprachigen Ländern auch Jipijapa) ist ein handgeflochtener Strohhut aus Lateinamerika, dessen Fertigung im 17. Jahrhundert in Ecuador begann und sich dann allmählich verbreitete. Er wird aus dem feinen, sogenannten „Toquillastroh“ des Scheibenblumengewächses (Carludovica palmata, auch „Panama-Hut-Pflanze“) hergestellt und ist nicht zu verwechseln mit dem traditionell in Panama getragenen Pintao.
Im Jahre 2012 würdigte die UNESCO die Webkunst des Hutflechtens aus „Toquillafasern“ als immaterielles Kulturerbe.

## Etymologie

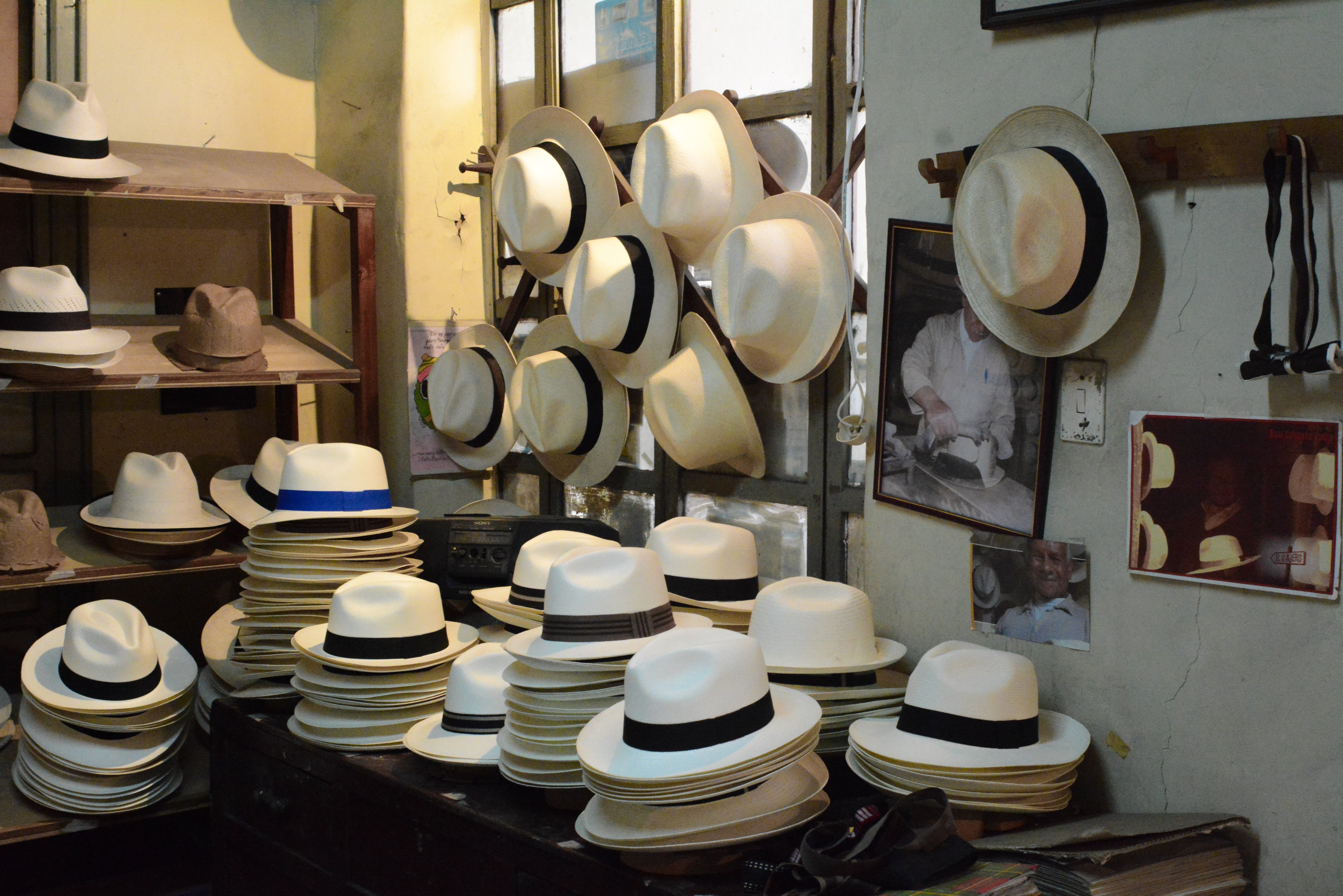
Hutladen in Ecuador

Das Wort toquilla für die zur Herstellung verwendeten Blattfasern entstammt dem Spanischen. Zur Zeit der Eroberung Südamerikas war dies in Spanien eine Kopfbedeckung für Frauen.
Die falsche Herkunftsbezeichnung des „Panama-Hutes“ verfestigte sich in mehreren Schritten. Die erste Verwechslung des realen Herkunftslandes Ecuador mit Panama fand im Jahr 1855 statt, als der für Napoleon III. gedachte sombrero de paja toquilla in Panama eingeschifft wurde. Für die Franzosen galt damit Panama als Ursprung dieses Huttyps.
Im 19. Jahrhundert durften Güter, die in Südamerika ohne Mitwirkung von in den USA beheimateten Firmen produziert wurden, nicht direkt aus den Ursprungsländern in die USA eingeführt werden. Die zentrale Sammel- und Zollstelle für deren USA-Import war allein Panama. Daher trugen alle diese Hüte, aus welchem Land sie ursprünglich auch stammten, die Zollstempel aus Panama. Man nannte sie daher in den USA kurzerhand „panama hat“. Dieser Begriff hat sich dann in mehreren Sprachen durchgesetzt.
Als US-Präsident Theodore Roosevelt bei einer Besichtigung des Panamakanals im Jahr 1906 einen ecuadorianischen Toquilla-Strohhut trug, gingen die Fotoaufnahmen um die Welt und setzten endgültig den heutigen Namen „Panama-Hut“ fest.

## Produktionsorte

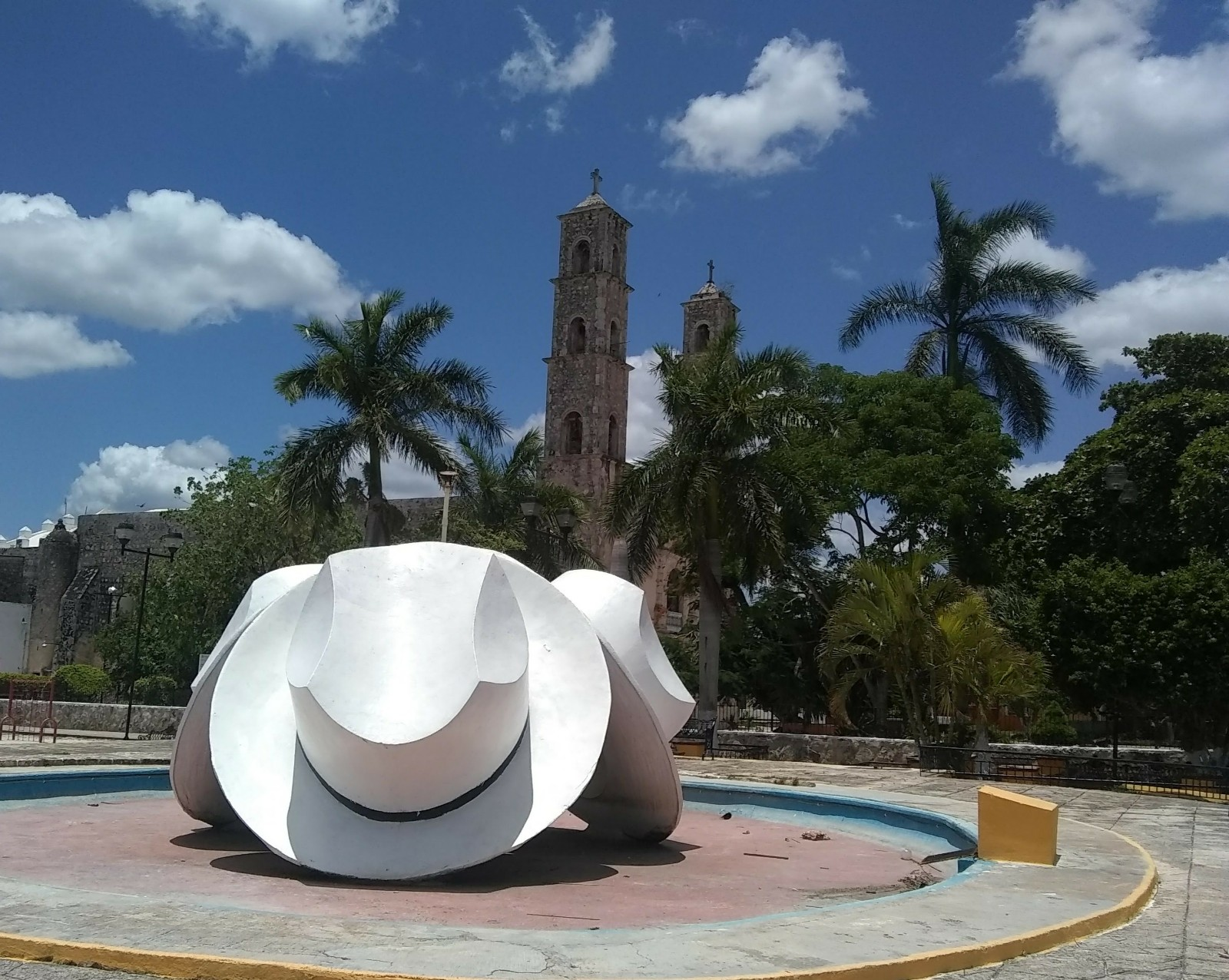
Das „Panama-Hut-Monument“ auf dem Zócalo von Bécal (Mexiko)

Der Panama-Hut wird seit 1630 in den Provinzen Manabí und Azuay in Ecuador hergestellt; Zentren der Manufakturen sind die Städte Montecristi und Jipijapa (Provinz Manabí) sowie Cuenca (Azuay). In Cuenca sind die größten und bekanntesten Exporteure ansässig. Diese Hüte werden auch in Peru, Kolumbien, Nicaragua und Mexiko hergestellt: Seit ein Priester im Jahr 1859 die zur Produktion nötige Palmenpflanze hier einführte, lebt in der Stadt Bécal im mexikanischen Bundesstaat Campeche ein Großteil der Einwohner vom Flechten dieser speziellen Kopfbedeckung. In der näheren Umgebung von Bécal befinden sich etwa 2000 Kalksteinhöhlen, in denen die dazu erforderliche Luftfeuchtigkeit herrscht. Auf dem Zócalo des Ortes steht ein großes Panama-Hut-Monument.

## Form
Der Begriff "Panamahut" bezieht sich nur auf Material und Verarbeitung, eine bestimmte Hutform ist damit nicht verbunden. Trotzdem sind die weitaus meisten Panamahüte als Fedora ausgeführt, also mit weicher, länglicher Krone mit Kniff sowie relativ breiter, weicher Krempe. Es gibt sie aber auch etwa als Stetson, Trilby, Melone und sogar Homburg. Auch Strohhüte für Damen sind in Panama-Machart erhältlich.

## Herstellung

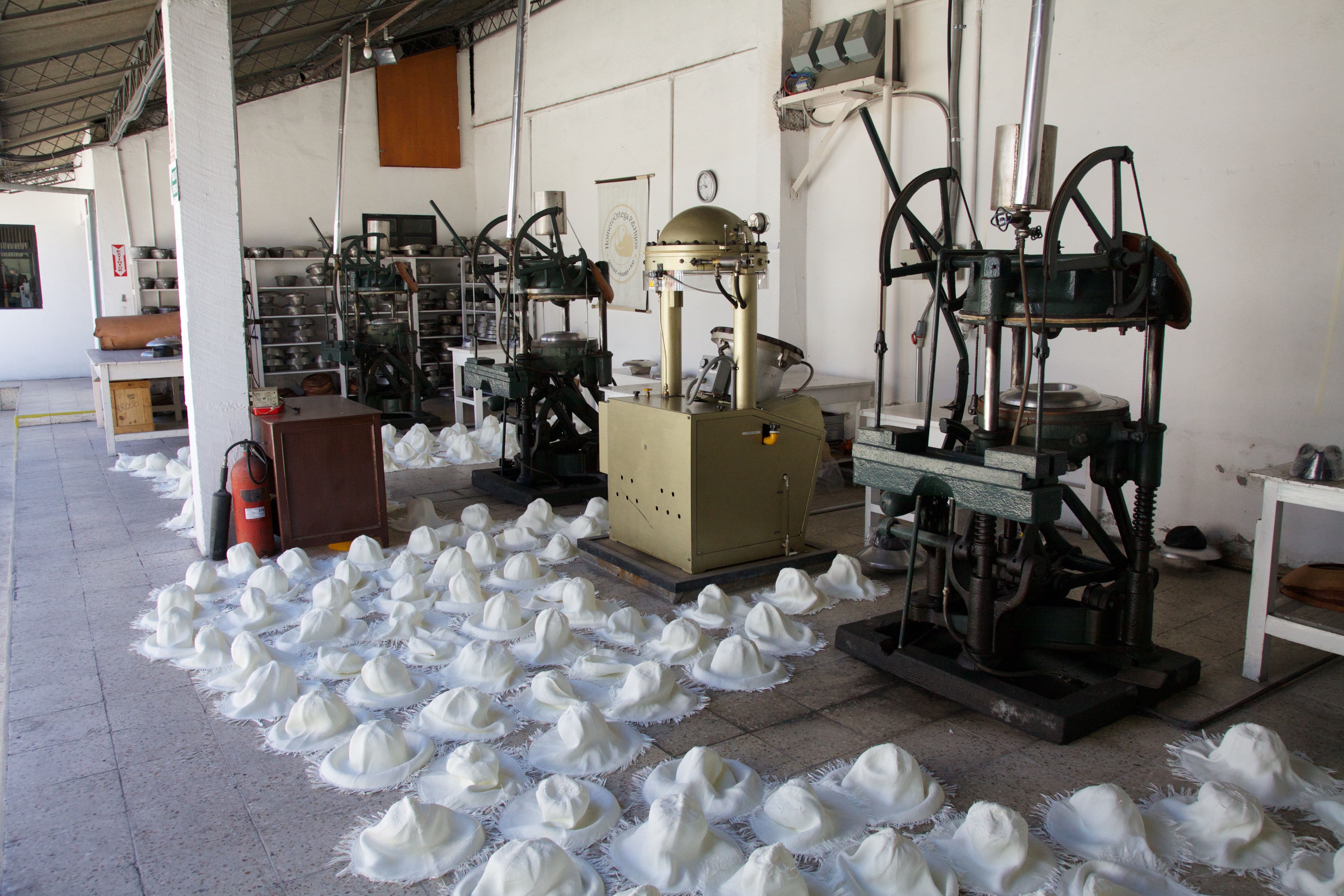
Hutmanufaktur in Cuenca (Ecuador)

Ein Großteil der Panama-Hüte entsteht nicht in großen Fabriken, sondern in Heimarbeit von unabhängigen Hut-Webern. Oft kultivieren diese sogar die Pflanzen selbst, um deren Blätter zu verwenden. Die Strünke werden kurz in Wasser abgekocht und danach zum Trocknen im Schatten aufgehängt. Danach werden die Blätter (cogollos) von Hand, mit den Fingernägeln oder mit einem spitzen Metallkamm aufgefächert und die dünnen Fasern herausgezogen. Dabei entsteht die spätere Fertigungsqualität des Hutes: je dünner die Fasern, desto höher die Qualität. Die Fasern werden nun mit Schwefeldämpfen in einem Behälter gebleicht und danach getrocknet.
Der Hut wird nun gewoben, indem der Weber (tejedor) mit den cruzado von der „Kronenmitte“ (plantilla) her beginnt, mehrere Fasern miteinander zu verknüpfen. Man unterscheidet verschiedene Webarten: die klassischen Cuenca/Llano (Herringbone, Fischgrat-Muster – fester) und Brisa (Diamantenmuster) sowie Crochet (gehäkelt), Fancy (verschiedenfarbiges Stroh wird verwoben) und Torcido, New Order. Es gibt auch die Webart Twisted, hier entstehen kleine Luftlöcher im Geflecht.
Ist das flache Oberteil fertiggestellt, legt der Weber den Rohling auf einem Block ab, meist einen großen Stein, der auf einem Pfosten ruht. Auf den Hutrohling wird ein Holzstamm gesetzt, mit einem kleinen Kissen darauf, auf das sich nun der Weber mit seinem Brustkasten legt, um unter sich das Seitenteil und die Krempe weiter zu flechten. Dadurch entsteht die für ecuadorianische Hutmacher typische, stehende und zugleich nach vorne gebeugte Arbeitshaltung. Am Ende dieses Prozesses wird der Hut „geschlossen“, indem meist ein weiterer Weber (rematador) das Stroh am Ende der Krempe zurückbindet. Danach stellt der azocador den Krempenrand fertig.
Zum Fertigstellen des Rohlings schneidet der cortador nun noch grob überstehendes Stroh ab, wäscht dann die Hüte mit einer speziellen Seife und bleicht sie danach nochmals. Die Bleichung erfolgt wieder mit Schwefeldämpfen oder Wasserstoffperoxid, was eine sehr weiße Farbe ergibt (hier kann auf die nachfolgenden Schwefelbehandlungen verzichtet werden). Die Bleichung mit Peroxid schwächt aber die Faser, so dass diese sich gummiartig anfühlt. Die Hüte können auch in verschiedenen Farben gefärbt werden.
Zur vollständigen Bleichung, sowie zum Schutz und um die Verbindungsstellen des Strohs zu glätten, kann der Rohling auch einer speziellen Behandlung unterzogen werden. Dabei wird von dem apeleador mit einem Hartholzklöppel Gummi- und Schwefelpulver vorsichtig in das Gewebe hineingeklopft und der Hut zugleich weichgeklopft. Danach nimmt wieder der cortador die „Feinrasur“ der Hüte vor.
Anschließend bügelt der planchador den Hut mit Holzformen, Ledergürteln und Schwefelpulver in Form. Das erste Bügeln kann auch schon vor der Bearbeitung des apeleadors geschehen.
Dann bringt der „Blocker“ den Rohling mit Feuchtigkeit, Wärme und Druck in seine eigentliche Form. Er zieht den Hut zunächst über einen Einheitsblock, wo er vorgeformt wird, um ihn danach in einem zweiten Schritt über einem spezielleren Block in seine endgültige Form zu pressen. Am Ende der Arbeitsschritte steht die Formung der Hutkrempe, dabei werden verschiedene Holzformen (flange) verwendet.
Oftmals werden die Hüte nicht vor Ort fertiggestellt, stattdessen liefern viele Weber den Rohling in einer größeren Manufaktur ab. Alternativ zur Manufaktur bearbeitet und gestaltet eine Modistin den Rohling auf traditionelle Weise weiter und formt ihn so erst zum eigentlichen Hut.
Je enger die Fasern sind, umso langwieriger und aufwendiger ist die Herstellung. Daher können feinste Panama-Hüte mehrere Tausend US-Dollar kosten, der Rekord liegt derzeit bei 100.000 $. Die Zwischenhändler drücken den Preis, um der Nachfrage nach Massenware gerecht zu werden. Dabei wird oft nach traditioneller Art – unter Auslassung gewisser Verfahrensschritte – gearbeitet und auch anderes Stroh verwendet (z. T. künstliches), welches billiger ist. Der Hut hat dann nicht mehr die originalen, guten Gebrauchseigenschaften.
Billigere Hüte werden auch mit einer wasser- und schmutzabweisenden Imprägnierung ausgerüstet.
Die Qualität der Panamahüte wird nach verschiedenen Systemen bestimmt:
- nach der Anzahle der Ringe (Vueltas) bei der Krone. Diese Variante ist aber nicht sonderlich genau, weil die Weber mit verschiedenen Webstilen arbeiten.
- die Dichte der Fasern (Counts) pro Quadratzoll
- nach einem Grade-System, wobei dieses nicht einheitlich festgelegt ist; allgemein gilt: je höher der Grade, umso feiner.

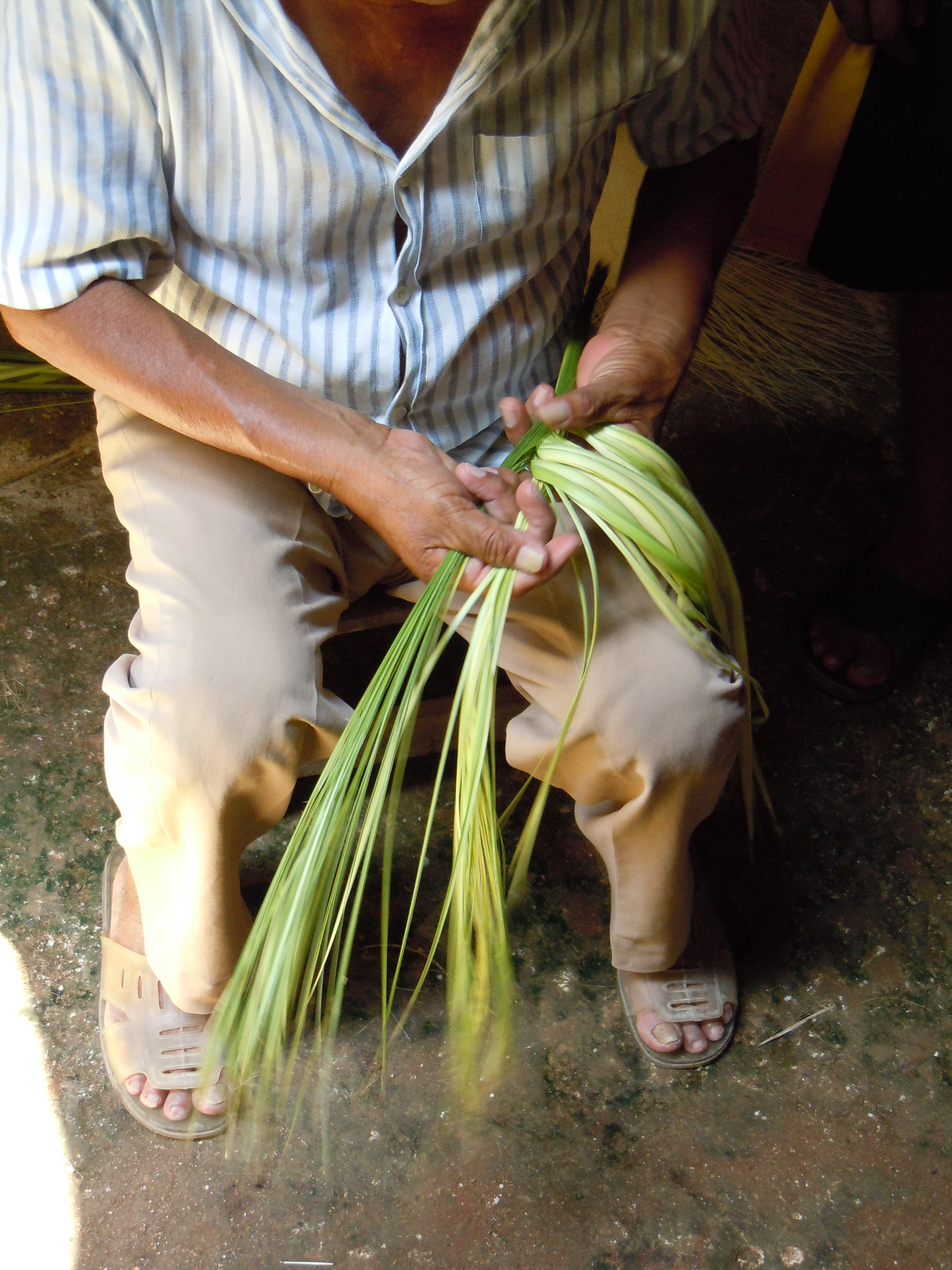
Auftrennen der Palmfasern vor dem Trocknen
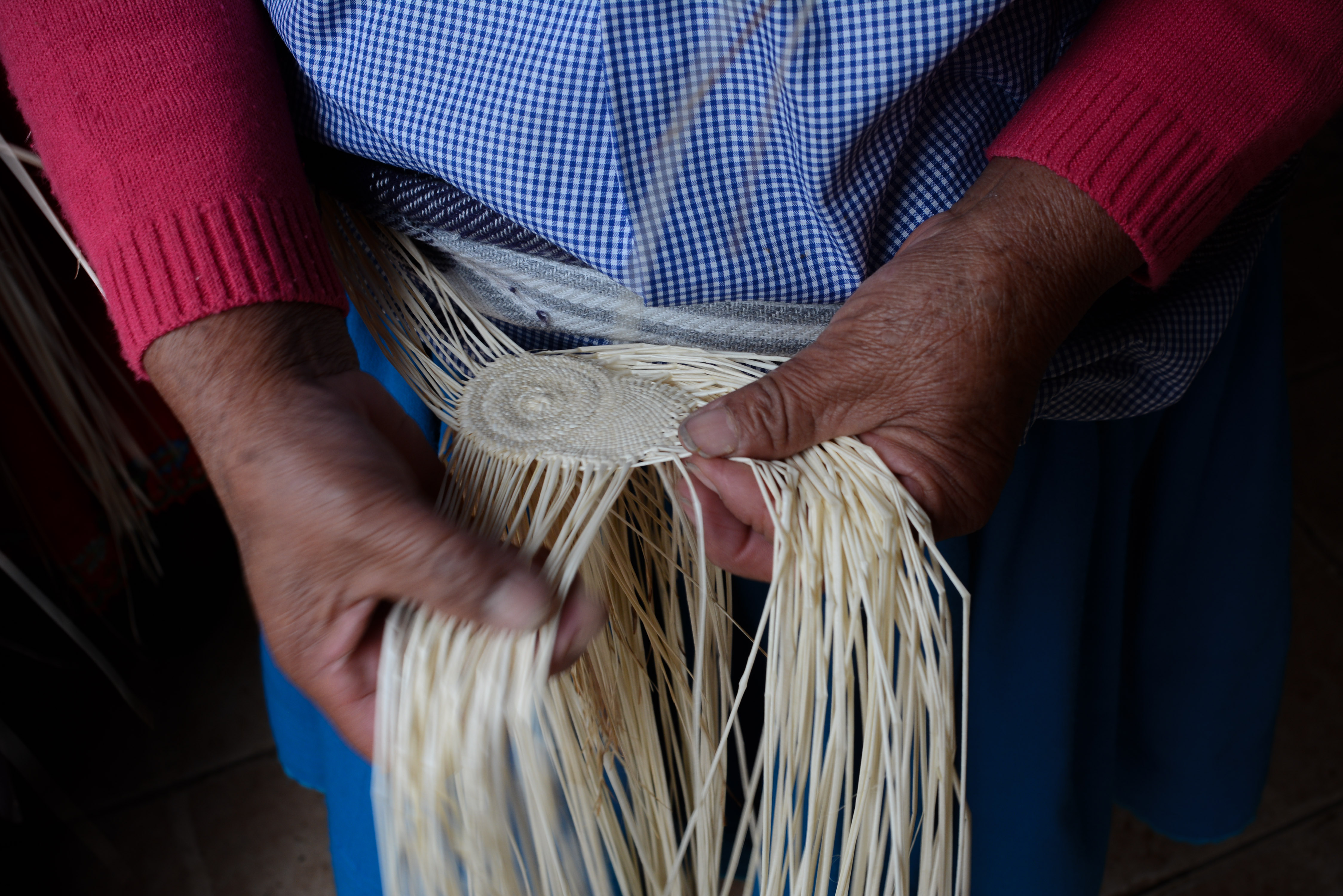
Flechten der Hutkrone (plantilla)
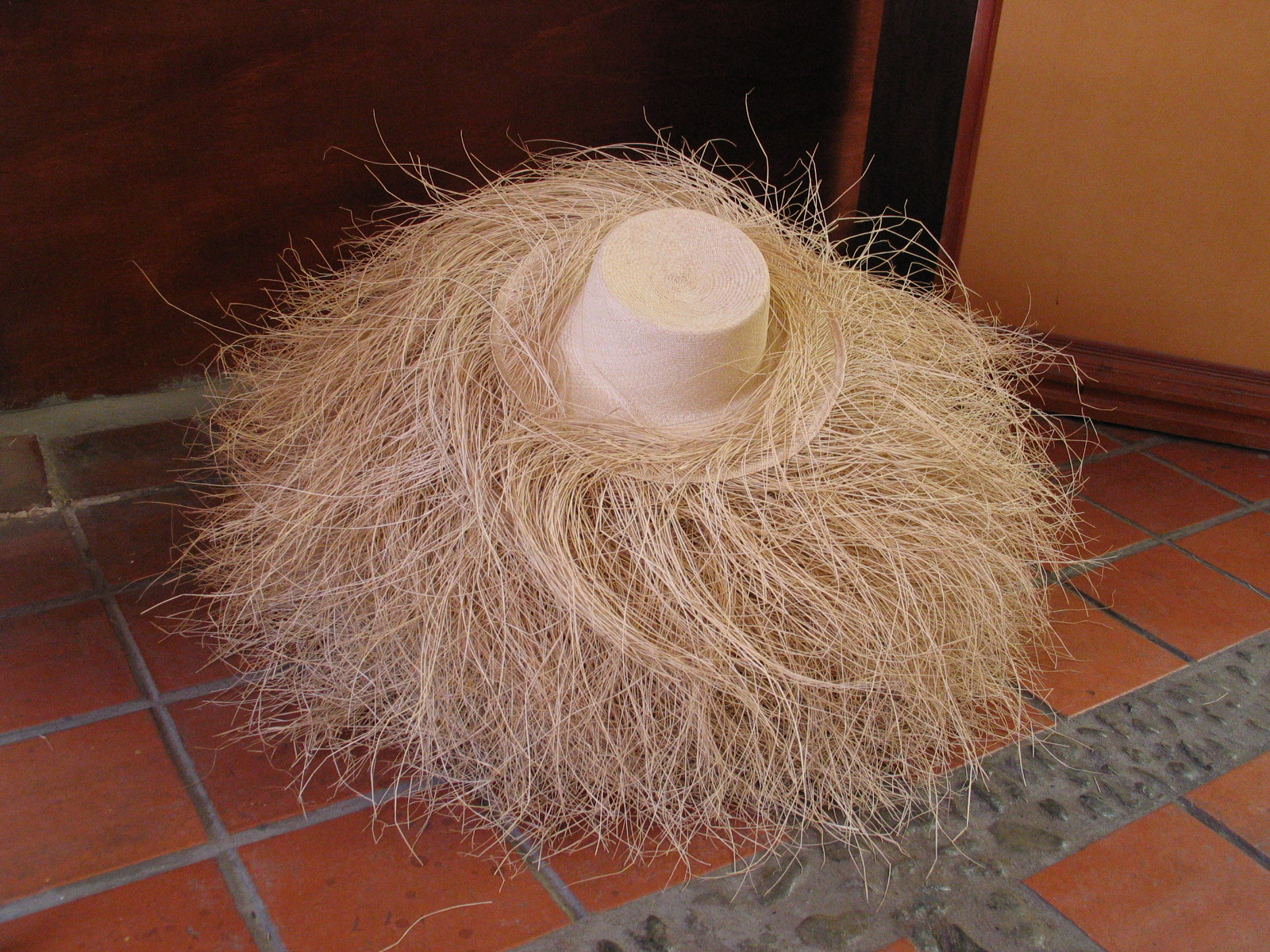
Rohling eines Panamahutes in einer Manufaktur in Cuenca (Ecuador)
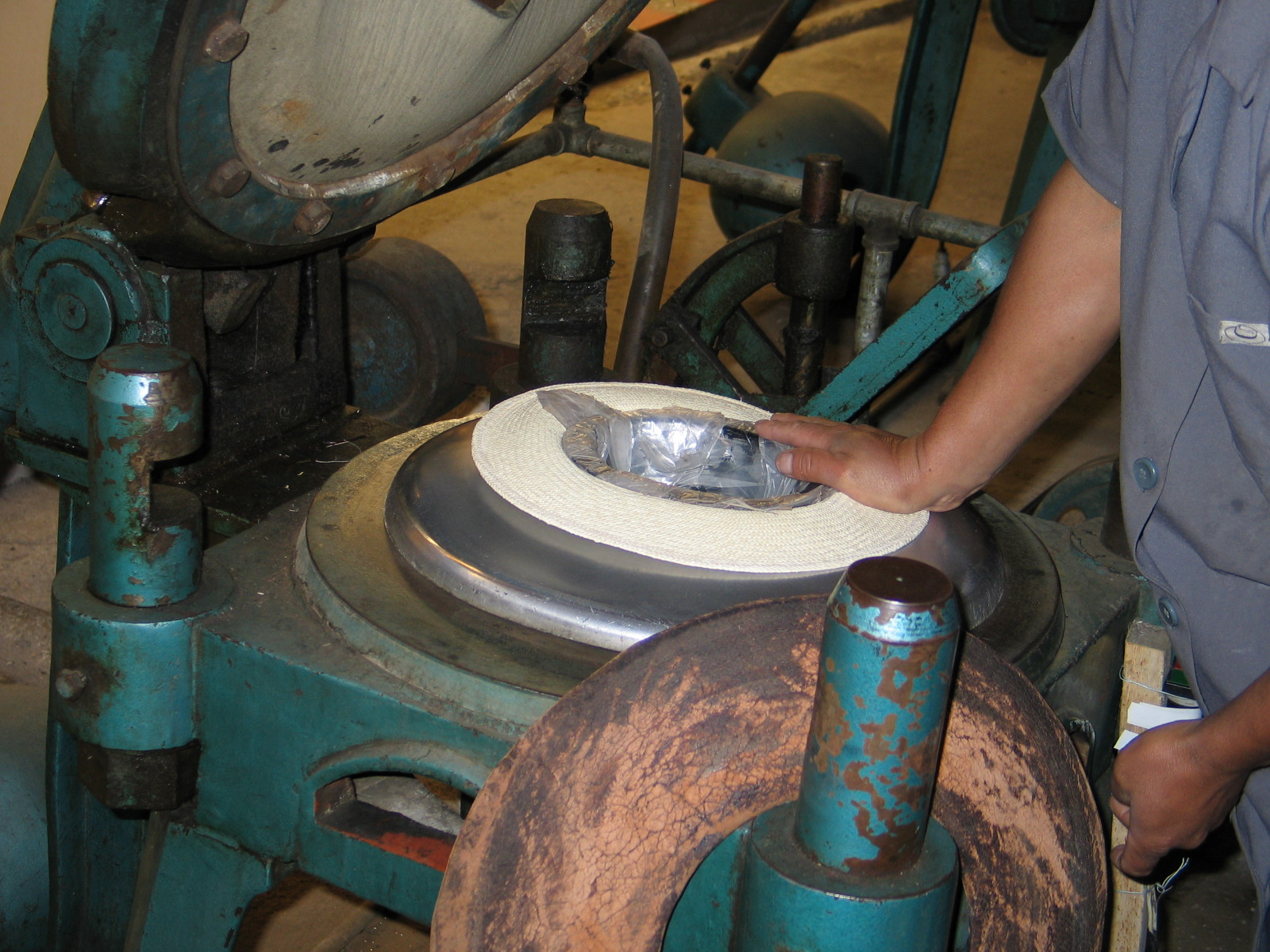
Der Hut erhält hier in einer Presse seine endgültige Form.

## Benutzung

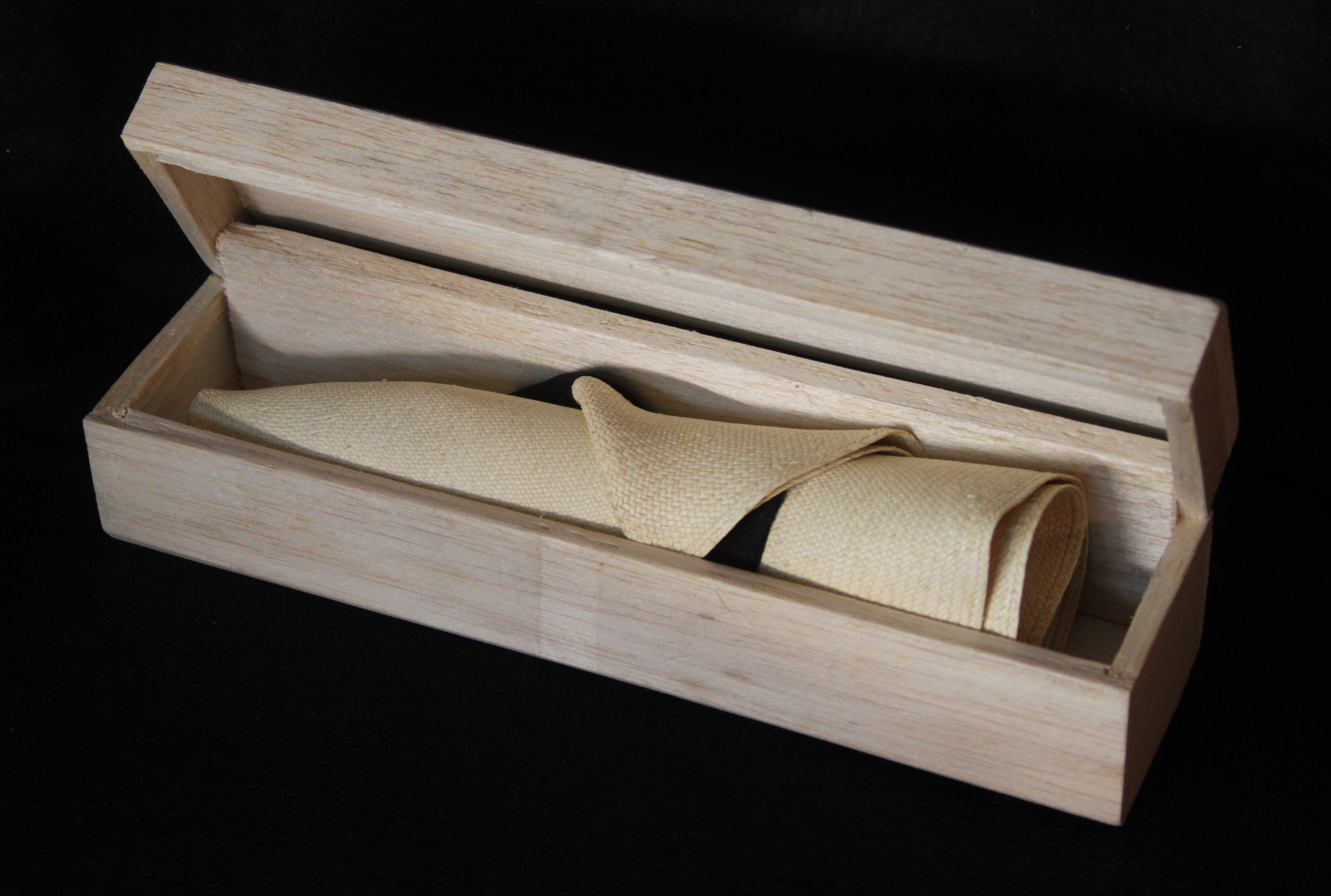
Zusammengerollter Panamahut in der zugehörigen Kiste, nur für humide Klimazonen geeignet.

Ein guter Panama-Hut lässt sich im Herkunftsland ohne Weiteres zusammengerollt in einer Büchse transportieren, ohne dass Fasern beschädigt werden oder die Form leidet. Bei vergleichsweise geringerer Luftfeuchtigkeit, etwa in Europa, lässt sich der Hut jedoch nicht mehr rollen. Außerdem sollte er nicht am Kopf zusammengedrückt werden, da sonst die Fasern leicht brechen. Der Panama-Hut sollte nicht an der Krone abgenommen oder aufgesetzt werden, sondern eigentlich nur an der Krempe, um Faser-Bruchschäden durch das Zusammendrücken zu vermeiden. Da aber die wenigsten Benutzer darauf achten, sind die Hüte in der Regel mit einer Verstärkung (crown protecting) an der vorderen Innenseite der Krone ausgestattet.

## Berühmte Träger
Zu den berühmten Trägern des Panama-Huts gehörten: Napoleon III., Theodore Roosevelt, John D. Rockefeller, Ernest Hemingway, Winston Churchill, Harry S. Truman, Erich Honecker, David Hilbert und Paul Newman. Der Begründer der türkischen Republik, Mustafa Kemal Atatürk, verbot 1925 per Hutgesetz den Männern das Tragen der traditionellen orientalischen Kopfbedeckungen zugunsten von Hüten; seine erste Kopfbedeckung war ein Panama-Hut.

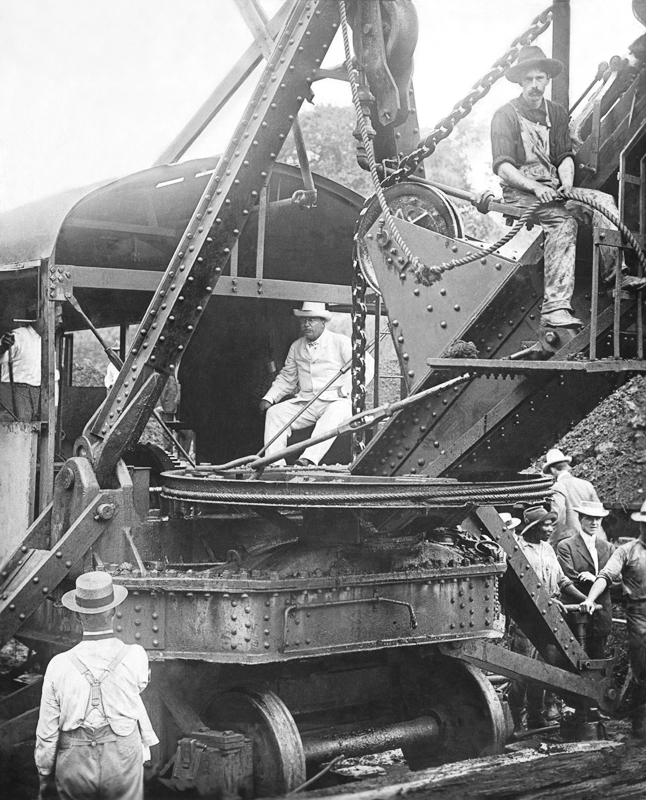
Theodore Roosevelt (Mitte) auf einem Dampfbagger beim Panamakanal, 1906
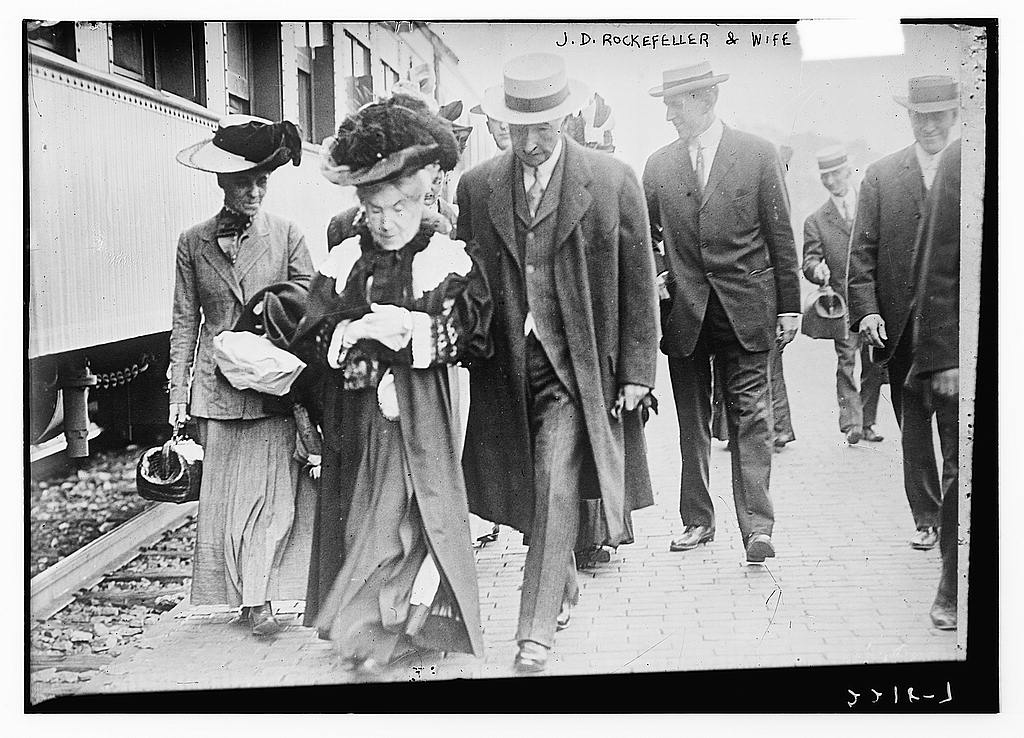
John D. Rockefeller (Mitte) mit seiner Frau Laura, um 1910
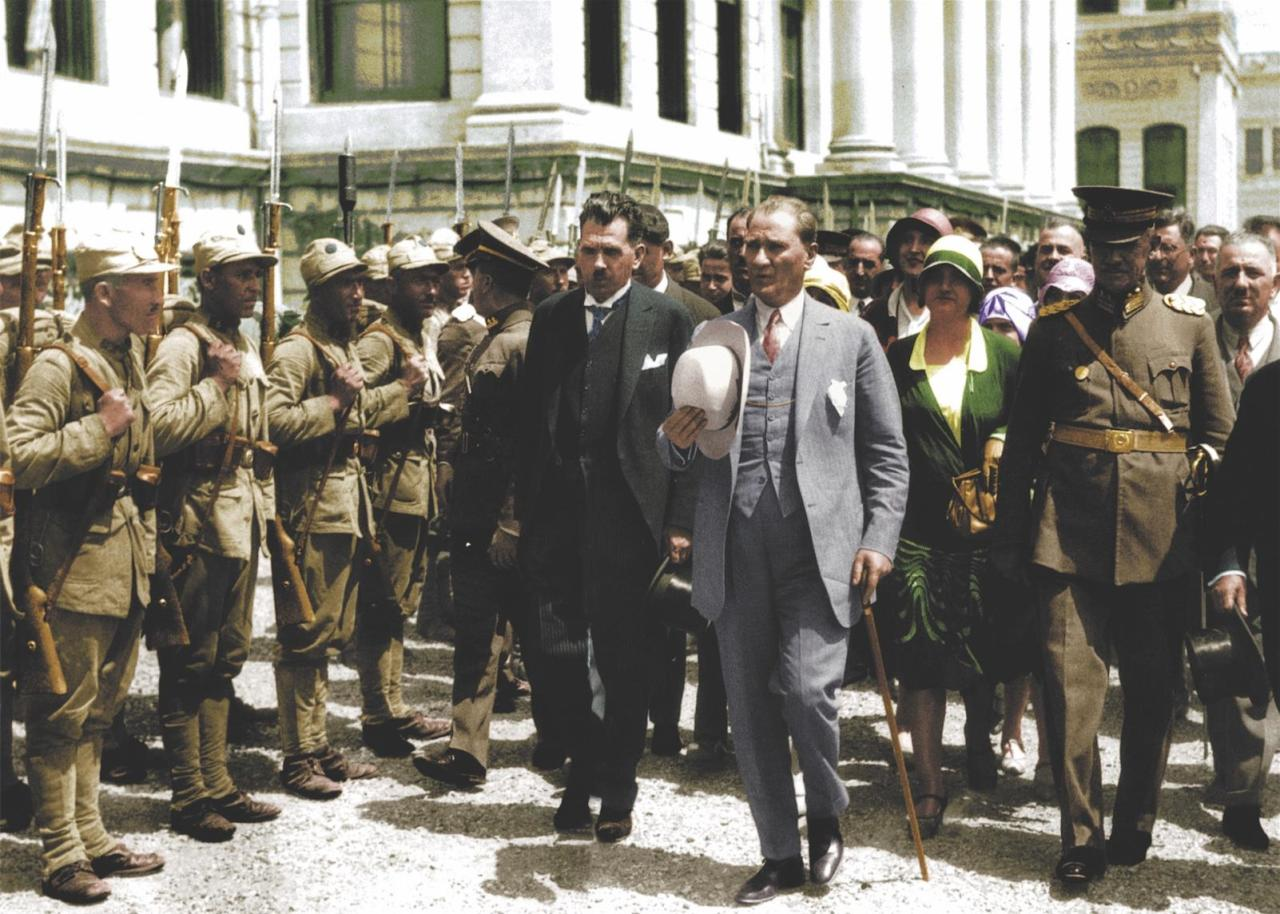
Kemal Atatürk, Anfang der 1920er-Jahre

## Filme
- Stilikone Panamahut. Dokumentarfilm, Deutschland, 2011, 52:08 Min., Buch und Regie: Jörg Daniel Hissen, Produktion: MedienKontor FFP, GEO, arte, Reihe: 360° GEO Reportage, Erstsendung: 21. Mai 2011 bei arte, Inhaltsangabe von Geo.
- Genuine Montecristi Fino (aka Panama Hat) – A Small Glimpse at its Process. Dokumentarfilm, USA, 2011, 19:11 Min., Regie: Joseph Rosenbaum, Pablo Franco, Produktion: MillineryEzone.com, Internetpublikation: 25. März 2011 in YouTube.